# 37e Europese Filmprijzen
De 37e uitreiking van de Europese filmprijzen (European Film Awards) waarbij prijzen werden uitgereikt in verschillende categorieën voor Europese films vond plaats op 7 december 2024 in het Kultur und Kongresszentrum Luzern. Het is de eerste maal dat de uitreikingsceremonie doorging in Zwitserland.

## Winnaars en genomineerden
De genomineerden voor de categorie "Europese animatiefilm" werden op 9 oktober 2024 bekendgemaakt.
De genomineerden voor de categorie "Europese korte film" werden op 16 oktober 2024 bekendgemaakt.
De genomineerden voor de hoofdcategorieën werden op 5 november 2024 bekendgemaakt.
De winnaars van de Excellence Awards werden op 13 november 2024 bekendgemaakt, waarbij de kunst en het vakmanschap van het filmmaken in acht categorieën werden bekroond.

### Europese filmprijzen
| Beste film | Beste debuutfilm (European Discovery - Prix FIPRESCI) |
| --- | --- |
| - Emilia Pérez - The Room Next Door - The Seed of the Sacred Fig (دانه‌ی انجیر معابد) - The Substance - Vermiglio                                                            | - Halfdan Ullmann Tøndel - Armand - Luna Carmoon - Hoard - Rich Peppiatt - Kneecap - Sandhya Suri - Santosh - Bogdan Mureșanu - Anul Nou care n-a fost (The New Year That Never Came) - Saulė Bliuvaitė - Akiplėša (Toxic)               |
| Beste regisseur | Beste scenario |
| - Jacques Audiard - Emilia Pérez - Andrea Arnold - Bird - Pedro Almodóvar - The Room Next Door - Mohammad Rasoulof - The Seed of the Sacred Fig - Maura Delpero - Vermiglio | - Jacques Audiard - Emilia Pérez - Magnus von Horn, Line Langebek - Pigen med nålen (The Girl with the Needle) - Pedro Almodóvar - The Room Next Door - Mohammad Rasoulof - The Seed of the Sacred Fig - Coralie Fargeat - The Substance |
| Beste acteur | Beste actrice |
| - Abou Sangare - L'Histoire de Souleymane - Franz Rogowski - Bird - Ralph Fiennes - Conclave - Lars Eidinger - Sterben (Dying) - Daniel Craig - Queer                       | - Karla Sofía Gascón - Emilia Pérez - Renate Reinsve - Armand - Trine Dyrholm - Pigen med nålen (The Girl with the Needle) - Vic Carmen Sonne - Pigen med nålen (The Girl with the Needle) - Tilda Swinton - The Room Next Door          |
| Beste documentaire | Beste animatiefilm |
| - No Other Land - Bye Bye Tiberias (باي باي طبريا) - Dahomey - W zawieszeniu (In Limbo) - Soundtrack to a Coup d'Etat                                                       | - Flow - Život k sežrání (Living Large) - Sauvages - El sueño de la sultana - Dispararon al pianista |
| Beste korte film | European Young Audience Award |
| - Čovjek koji nije mogao šutjeti (The Man Who Could Not Remain Silent) - 2720 - Clamor - The Exploding Girl - Wander to Wonder                                              | - The Remarkable Life of Ibelin - Lars er LOL (Lars is LOL) - Sieger sein |

### Excellence Awards
| Beste cinematografie                                                                                              | Beste montage                                                                                  |
| --- | ---------------------------------------------------------------------------------------------- |
| - Benjamin Kračun — The Substance                                                                                 | - Juliette Welfling — Emilia Pérez                                                             |
| Beste productieontwerp                                                                                            | Beste kostuums                                                                                 |
| - Jagna Dobesz — Pigen med nålen                                                                                  | - Tanja Hausner — Des Teufels Bad                                                              |
| Beste make-up | Beste filmmuziek                                                                               |
| - Evalotte Oosterop — Ljósbrot (When the Light Breaks)                                                            | - Frederikke Hoffmeier — Pigen med nålen                                                       |
| Beste geluid | Beste visuele effecten                                                                         |
| - Marc-Olivier Brullé, Pierre Bariaud, Charlotte Butrak, Samuel Aïchoun & Rodrigo Diaz — L'Histoire de Souleymane | - Bryan Jones, Pierre Procoudine-Gorsky, Chervin Shafaghi & Guillaume Le Gouez — The Substance |

### Publieksprijzen
De genomineerden voor de European University Film Award werden op 23 oktober 2024 bekendgemaakt door de European Film Academy en het Filmfest Hamburg, op basis van de "European Film Awards Feature and Documentary Film Selections 2024".
| European University Film Award (EUFA)                                                                                      |  |
| --- |  |
| - Trei kilometri până la capătul lumii (Three Kilometres to the End of the World) - April - Armand - Kneecap - Mond (Moon) |  |

De "LUX Publieksprijs", uitgereikt door het Europees Parlement en de European Film Academy, beloont films die bijdragen aan het vergroten van het bewustzijn over sociaal-politieke kwesties in Europa. De genomineerden werden op 18 september 2024 bekendgemaakt.
| Lux European Audience Film Award 2025                  |  |
| ------------------------------------------------------ |  |
| - Animal - Dahomey - Flow - Intercepted - Julie zwijgt |  |

## Honorary Awards(Ereprijzen)
- European Film Academy Lifetime Achievement Award: Wim Wenders ()[7]
- European Film Academy Achievement in World Cinema Award: Isabella Rossellini ()[8]